# میگل م. دلگادو
میگل م. دلگادو (اسپانیایی: Miguel M. Delgado‎؛ ۱۷ مهٔ ۱۹۰۵ – ۲ ژانویهٔ ۱۹۹۴) کارگردان فیلم و فیلم‌نامه‌نویس اهل مکزیک بود.
از فیلم‌ها یا مجموعه‌های تلویزیونی که وی در آن‌ها نقش داشته است، می‌توان به میشل استروگف و جادوگر اشاره نمود.